# Râul Gârliște, Bârzava
Râul Gârliște este un afluent al râului Bârzava. 

## Hărți
- Harta Județului Caraș-Severin